# Fiat Série Nastro d'Oro
 (décembre 2018).
 (décembre 2018).

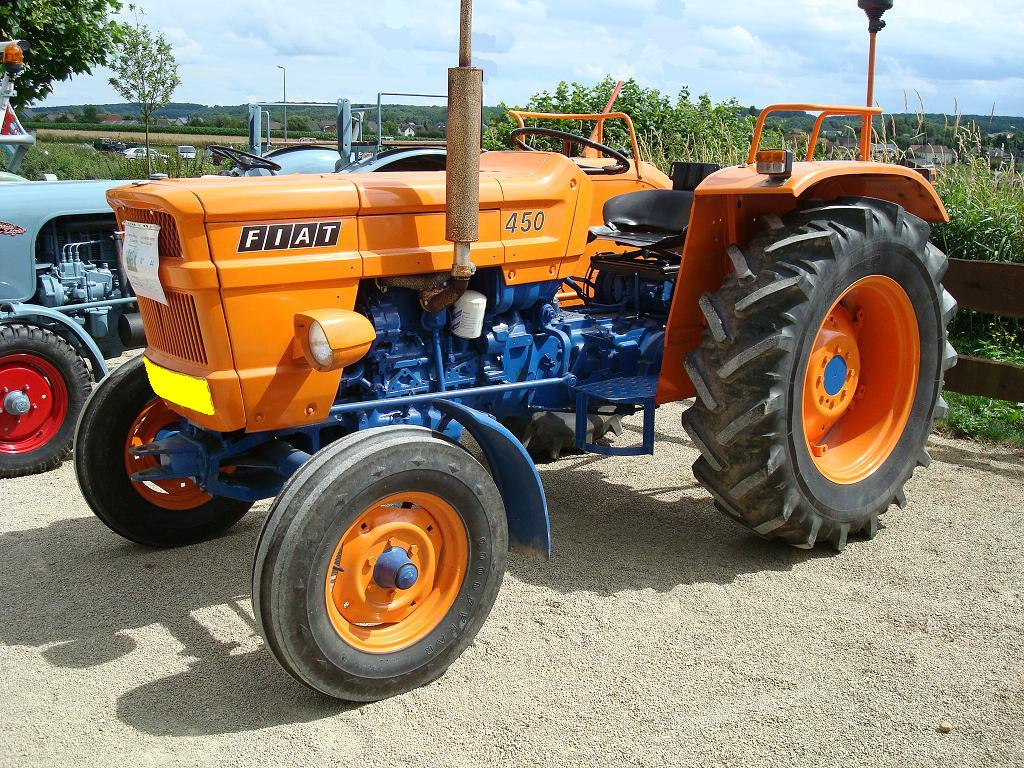
Tracteur Fiat 450

La série Fiat Nastro d'Oro est une gamme très complète de tracteurs agricoles fabriqués par le constructeur italien Fiat Trattori à partir de 1968. Cette série sera également produite sous licence par de très nombreux autres constructeurs étrangers.

## Histoire
Créée en 1917, la division matérielle agricole du géant turinois Fiat s'appelle Fiat Trattori. Pour la première fois en 1957, sa production de tracteurs agricoles dépasse les 100 000 unités dans l'année. En 1958, Fiat Trattori est le premier constructeur en Europe. Les tracteurs agricoles Fiat Trattori sont fabriqués, commercialisés et exportés sous les marques Fiat et Fiat-OM. Comme pour les divisions automobile et poids lourds, Fiat Trattori dispose de nombreuses filiales à l'étranger Fiat Someca en France, UTB en Roumanie, Türk Traktör en Turquie, Tovarna en ex Yougoslavie, Fiat Concord en Argentine et a accordé une licence de fabrication à Kubota au Japon pour certains modèles.
En 1974, la division matériel de travaux publics Fiat MMT devient l'actionnaire majoritaire de l'américain Allis-Chalmers et l'englobe dans Fiat-Allis pour produire une gamme unique de matériels de chantier au Brésil, aux États-Unis et en Italie, des tracto-pelles aux États-Unis et au Royaume-Uni, des pelles mécaniques en Italie et au Brésil, des niveleuses et des bulldozers aux États-Unis.
Cette même année 1974, le patron de Fiat, Gianni Agnelli, décide de réorganiser complètement son groupe en transformant les anciennes divisions en sociétés holdings. La division "Fiat Trattori" devient la holding indépendante Fiat Trattori S.p.A. et intègre les filiales italiennes OM et FIAT-OCI, française Someca, argentine Fiat Trattori Argentina, etc.

## La gamme Fiat Série Nastro d'Oro
Cette gamme, annoncée en 1967, remplace la fameuse série Diamante (Diamant). La série Nastro d'Oro - (Ruban d'Or), a été présentée officiellement et immédiatement commercialisée en janvier 1968 lors de la 70e Fieragricola de Vérone, qui se tient chaque année fin janvier. Grâce à son immense succès auprès des agriculteurs, la série restera en production jusqu'à la fin de l'année 1982 en Italie mais plusieurs modèles étaient encore fabriqués en 2010 au Pakistan.

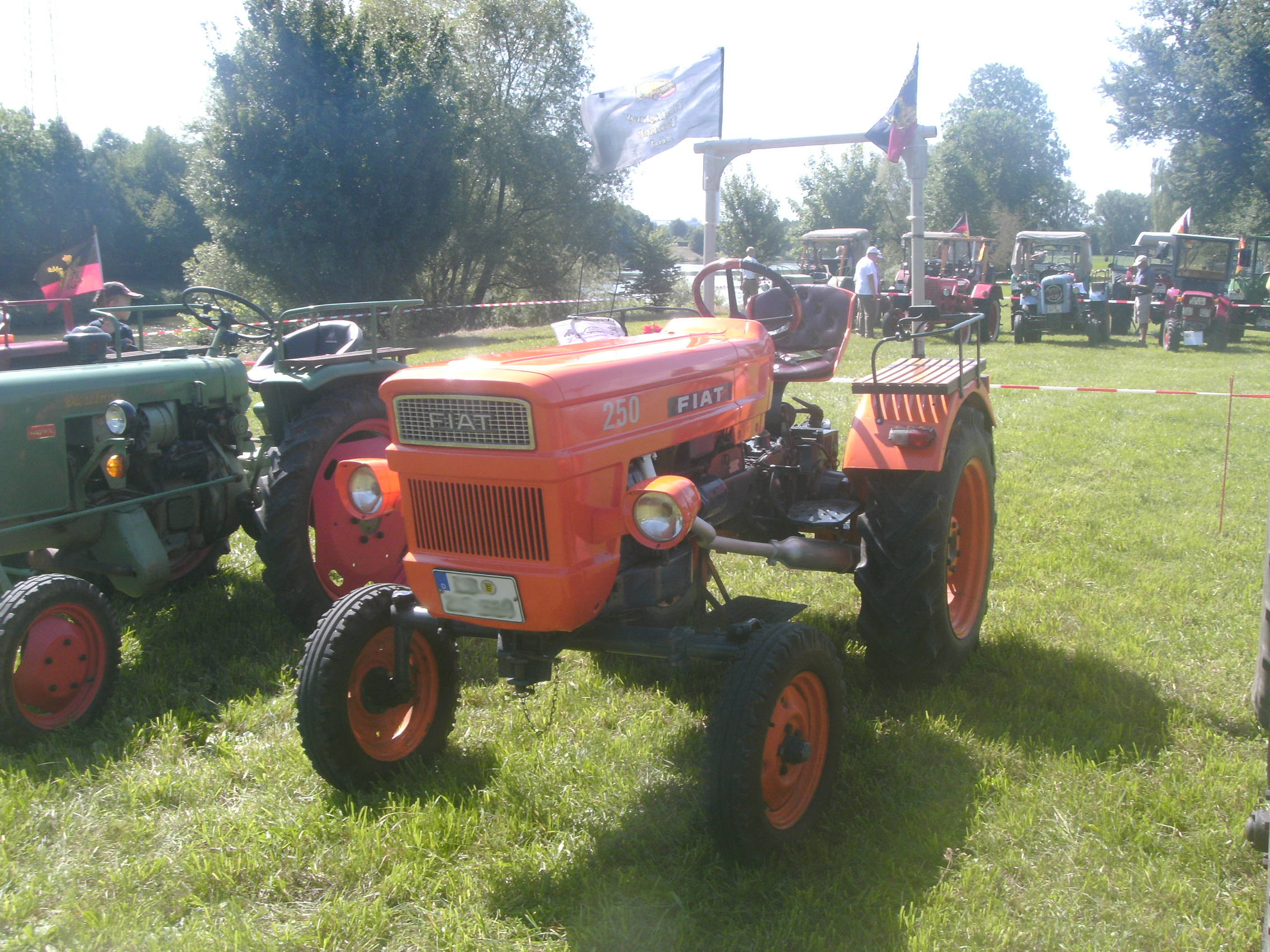
Tracteur Fiat 250, le petit de la série Nastro d'Oro

### Modèles lancés en janvier 1968
Huit modèles ont été lancés lors de la présentation officielle en janvier 1968 à Vérone, quatre tracteurs à roues et quatre à chenilles, comprenant un total de 23 versions (normal, montagne, fruitier et vigneron) :
- Tracteurs à roues

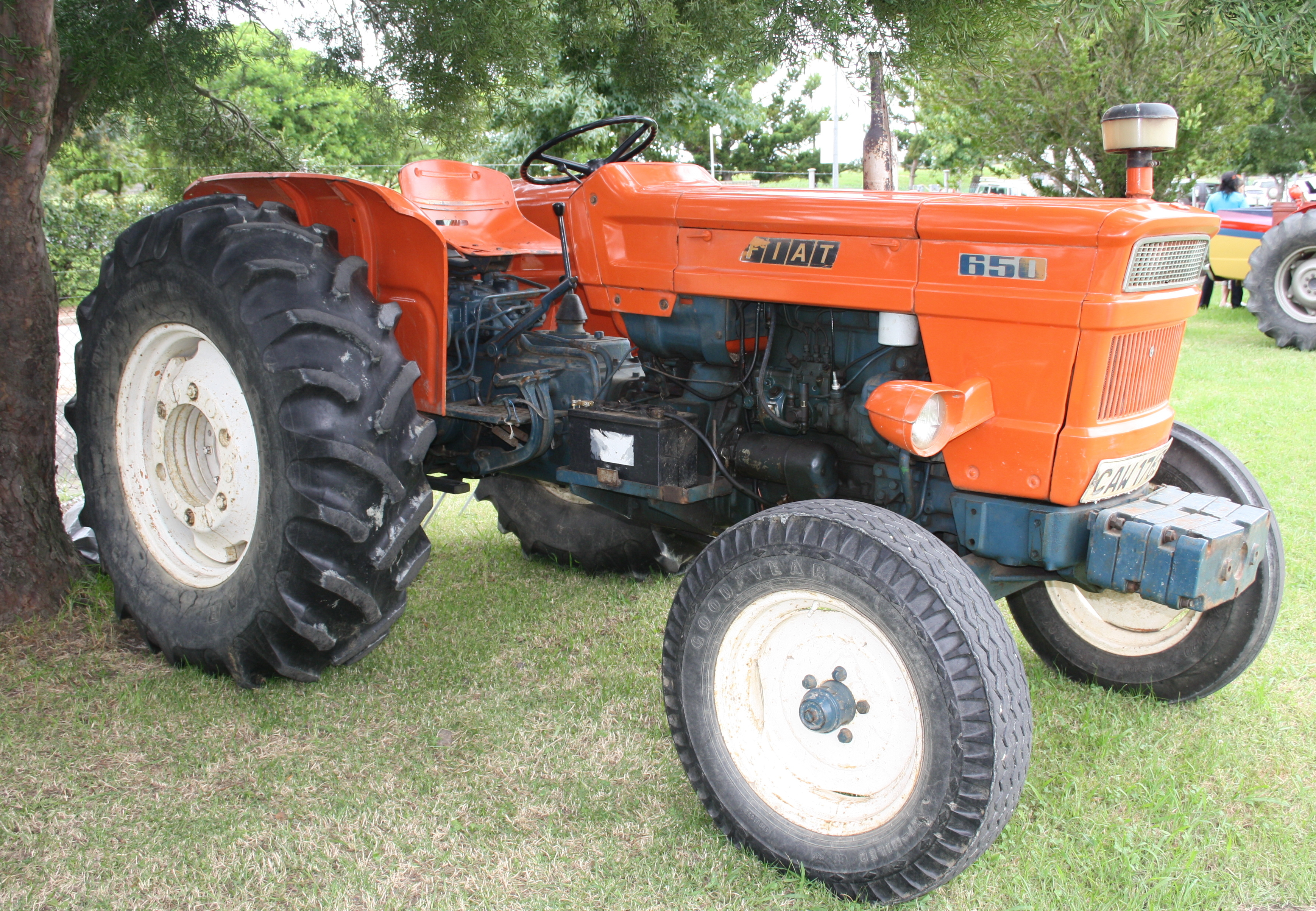
Tracteur Fiat-OM 650

  - Fiat 250 - équipé du moteur diesel 2 cylindres Fiat type 852 de 1 559 cm3 développant 25 ch à 2 250 tr/min et un couple de 92 N m à 1 600 tr/min. Pompe d'injection rotative avec régulateur hydraulique. Boîte à 2 gammes 6 rapports avant et 2 arrière, embrayage mono-disque. Attelage 3 points pour outils portés, trainés ou machines à prise de force, relevage hydraulique 770 kg. Empattement : 1 700 mm, longueur : 2 940 mm, largeur : 1 490 mm, hauteur au capot : 1 340 mm, voies AV : variable de 1 050 à 1 550 mm AR de 1 200 à 1 700 mm, garde au sol : 470 mm, poids à vide avec masse : 1 240 kg, pneumatiques AV 5.00-15 - AR 10-24,
  - Fiat 450 - équipé du moteur diesel 3 cylindres Fiat type 853 de 2 339 cm3 de cylindrée développant 45 ch DIN à 2 400 tr/min et un couple 120 N m à 1 600 tr/min. Pompe d'injection rotative avec régulateur hydraulique. Boîte à 2 gammes 8 rapports avant et 2 arrière, en option : réducteur épicycloïdal ajoutant 4 vitesses AV et 1 AR rampantes, embrayage bi-disque. Attelage 3 points pour outils portés, trainés ou machines à prise de force, relevage hydraulique 1 400 kg. Empattement : 1 920 mm, longueur : 3 200 mm, largeur : 1 660 mm, hauteur au capot : 1 340 mm, voies AV/AR : variable de 1280 à 1 975 mm, garde au sol : 465 mm, poids à vide sans masse : 1 760 kg, pneumatiques AV 6.00-16 - AR 12.4/11-28,
  - Fiat 550 - équipé du moteur diesel 4 cylindres Fiat type 854 de 3 119 cm3 développant 54 ch à 2 200 tr/min, couple : 200 N m à 1 500 tr/min. Pompe d'injection rotative avec régulateur hydraulique. Boîte à 2 gammes 8 rapports avant et 2 arrière, embrayage double à commande séparée, en option : réducteur épicycloïdal ajoutant 4 vitesses AV et 1 AR rampantes. Attelage 3 points pour outils portés, trainés ou machines à prise de force. Empattement : 2 070 mm, longueur : 3 430 mm, largeur : 1 800 mm, hauteur au capot : 1 420 mm, voies AV/AR : variable de 1320 à 2 000 mm, garde au sol : 450 mm, poids à vide (sans masse) : 2 060 kg, pneumatiques AV : 6.00x19 - AR 14x28 ou 11x36.
  - Fiat-OM 650 - équipé du moteur diesel 3 cylindres Fiat-OM type OM CN3/2 de 3 706 cm3 développant (48 kW) 65 ch DIN à 2 200 tr/min couple 240 N m à 1 000 tr/min. Pompe d'injection rotative Fiat FP KS 22A avec régulateur hydraulique. Boîte à 2 gammes 7 rapports avant et 2 arrière, embrayage double à commande séparée avec prise de force totalement indépendante, en option : embrayage double effet à commande par pédale. Attelage 3 points pour outils portés, trainés ou machines à prise de force, relevage hydraulique 2 250 kg. Empattement : 2 320 mm, longueur : 3 770 mm, largeur : 1 830 mm, hauteur au capot : 1 515 mm, voies AV/AR : variable de 1 340 à 2 100 mm, garde au sol : 510 mm, poids à vide : 2 920 kg, pneumatiques 2WD : AV 7.50-18 - AR 13.6-36 ou 4WD : AV 9.50-24 - AR 13.6-32.

- Tracteurs à chenilles
  - Fiat 355 - équipé du moteur diesel 3 cylindres Fiat type 8035 de 2 339 cm3 développant 40 ch à 2 200 tr/min, pompe d'injection rotative avec régulateur hydraulique. Boîte à 6 rapports avant et 2 arrière, embrayage à disque simple pour la boîte et le point mort, chenille reposant sur 4 galets, poids à vide : 2 100 kg.
  - Fiat 455 - équipé du moteur diesel 3 cylindres Fiat type 8035 de 2 339 cm3 développant 45 ch à 2 500 tr/min, pompe d'injection rotative avec régulateur hydraulique ou mécanique. Boîte à 6 rapports avant et 2 arrière, embrayage à disque simple pour la boîte et le point mort, chenille reposant sur 4 galets, poids à vide : 2 700 kg.
  - Fiat 555 - équipé du moteur diesel 4 cylindres Fiat type 854 de 3 119 cm3 développant 54 ch à 2 200 tr/min, pompe d'injection rotative avec régulateur hydraulique. Boîte à 6 rapports avant et 2 arrière, embrayage à disque double pour la boîte et le point mort, chenille reposant sur 5+1 galets, poids à vide : 2 900 kg.
  - Fiat 655 - équipé du moteur diesel 4 cylindres Fiat de 3 701 cm3 développant 62 ch à 2 000 tr/min, pompe d'injection en ligne avec régulateur mécanique. Boîte à 6 rapports avant et 2 arrière, embrayage à disque double pour la boîte et le point mort, chenille reposant sur 4+1 galets, poids à vide : 4 200 kg.

Les modèles à chenilles Fiat 355C, 455C et 555C étaient disponibles en version CM "Montagne" avec des chenilles larges, le modèle Fiat 455C était disponible également en version 455CV "Vigneron" avec des chenilles étroites.
La Série Nastro Oro à chenilles devait relever un défi très délicat. C'était la première fois que Fiat Trattori remplaçait l'intégralité de ses modèles chenillés par une gamme modulaire. Il lui fallait donc renouveler le succès remporté par chacun des modèles précédents des marques Fiat et OM, qui bénéficiaient d'une réputation de solidité et de fiabilité acquise depuis longtemps et jamais démentie comme les très célèbres Fiat 50C et 50L ainsi que l'OM 35-40 devenu OM 45 puis OM 50. Chacun de ces tracteurs avait des caractéristiques particulières, de mécaniques éprouvées et appréciées mais relevant d'une technologie déjà ancienne contrairement aux tracteurs à roues. La nouvelle série utilisait de nombreux éléments communs avec les modèles à roues, et notamment les moteurs. Les modèles Fiat 455C, 555C et 655C utilisaient les mêmes moteurs que les modèles à roues équivalents Fiat 450, 550 et 650. Seul le Fiat 355C faisait exception, n'ayant aucun équivalent à roues. Son moteur était celui utilisé sur les Fiat 450 / 455C, bridé au niveau du régime de rotation.
Outre des composants mécaniques partagés, cette Série Nastro d'Oro inaugurait une nouvelle ligne de carrosserie moderne avec des capots carrés et un poste de conduite confortable monté sur suspension réglable en fonction du poids du conducteur.
- Curiosité : au mois de mai 1968, Fiat participe aux Championnats du monde de labourage qui, cette année là, se déroulaient en Rhodésie (Zimbabwe actuel), avec 4 tracteurs à roues de la nouvelle série Nastro d'Oro. Le vainqueur fut un agriculteur hollandais sur un tout nouveau Fiat 550 Nastro d'Oro. Ce fut, à n'en pas douter, la meilleure publicité acquise auprès du monde agricole.

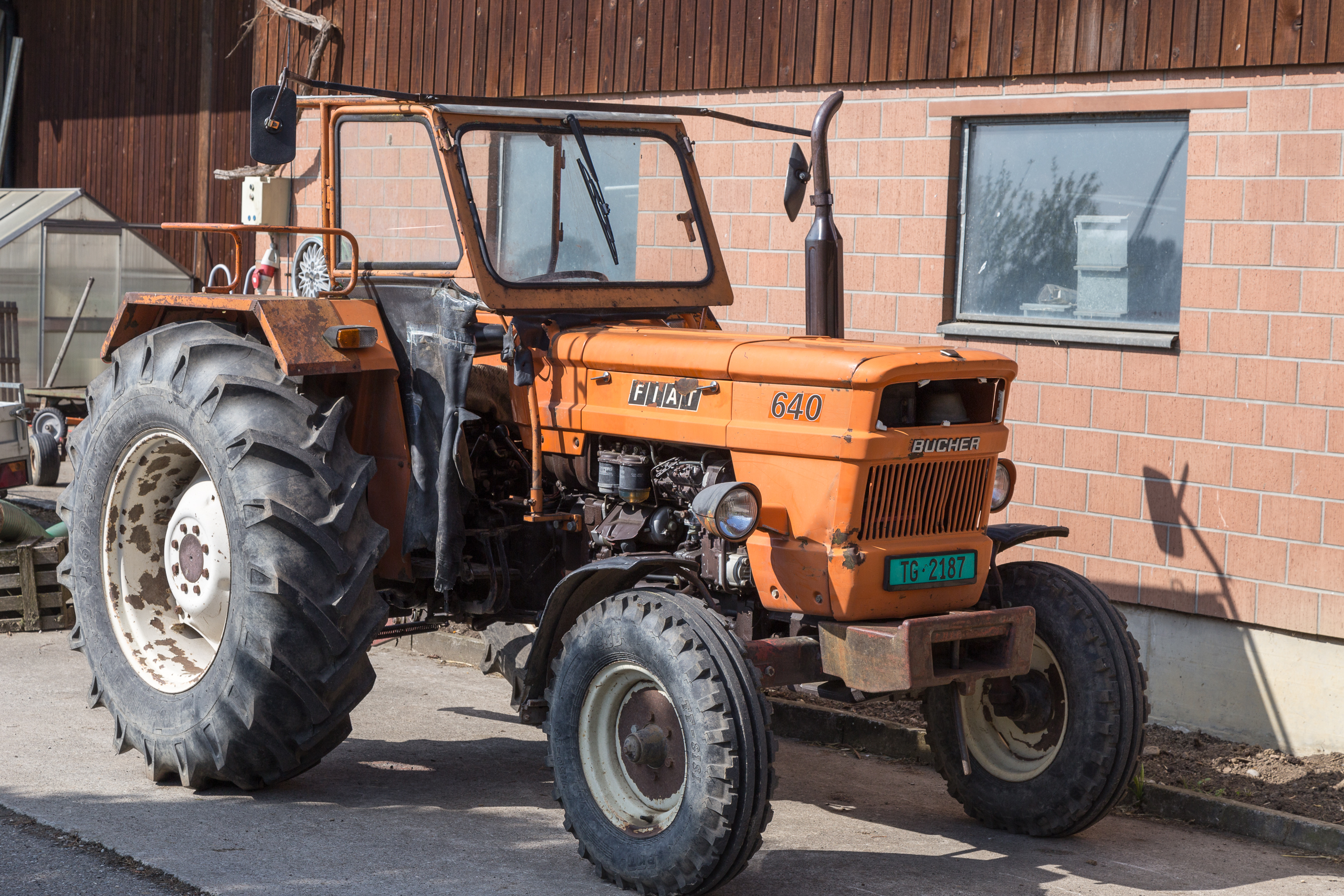
Tracteur Fiat 640

### Les autres modèles de la gamme
La série Nastro d'Oro ne s'arrêta pas aux huit modèles principaux en 23 versions du lancement. Fiat Trattori voulait une gamme très complète et dès l'automne 1968, d'autres modèles virent le jour.

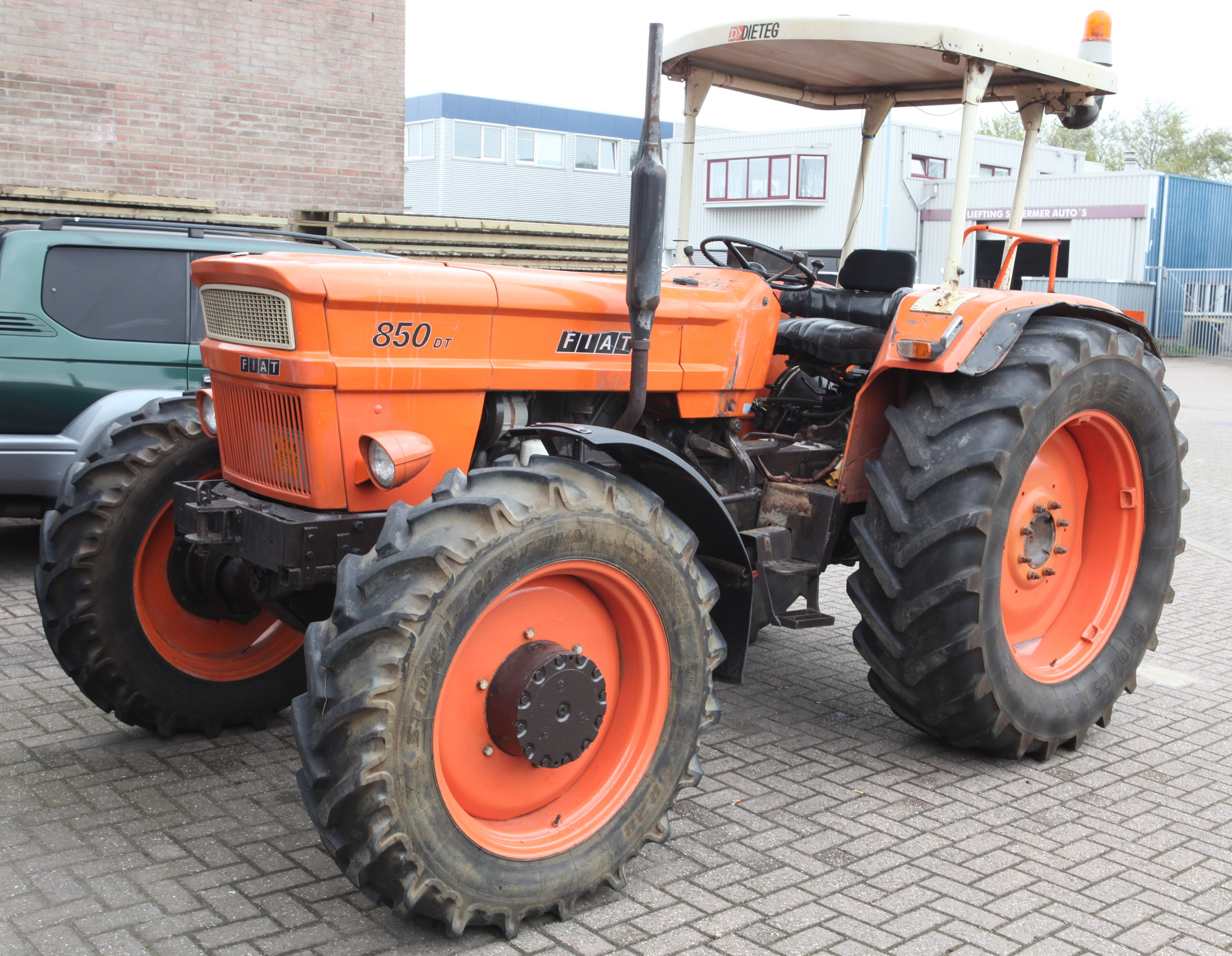
Tracteur Fiat 850 DT (double traction)

La nouveauté la plus intéressante et qui rencontra les faveurs des agriculteurs dans les fortes puissances fut le tracteur OM 850, un tracteur entièrement nouveau dans toute sa chaîne cinématique, en versions 2 ou 4 roues motrices. Les principales nouveautés introduites sur ce modèles étaient :
- nouveau moteur OM type CO3/80, dérivé de celui qui équipait l'OM 650, mais avec un cylindre supplémentaire et l'ajout de masses d'équilibre, d'une cylindrée de 4 942 cm3 développant 85 ch DIN à 2 200 tr/min avec un couple de 320 N m à 1 200 tr/min,
- nouvelle transmission, avec des rapports tous synchronisés sur 3 gammes et marche arrière (soit 12 AV et 4 AR). Nouvelle commande de boîte au volant ; cette solution sera utilisée avec succès par Fiat Trattori puis FiatAgri durant les 25 années qui suivront,
- nouvelle prise de force, avec un embrayage totalement indépendant de la pédale d'embrayage de marche,
- nouvelle barre de relevage arrière montée sur barres de torsion sur les bras inférieurs, et possibilité de monter jusqu'à trois distributeurs hydrauliques originaux,
- nouvelle traction double avec des réducteurs finaux épicycloïdaux,
- possibilité d(obtenir la direction assistée.

Ce modèle connaîtra un énorme succès commercial et deviendra la "mère" de tous les modèles de forte puissance du constructeur italien durant les décennies suivantes. Le Fiat-OM 850 avait été conçu pour être LA machine de forte puissance destinée aux travaux très pénibles des champs, rôle qui était précédemment dévolu au Fiat 80R. Le Fiat 750, d'une puissance un peu inférieure, connaîtra également un très beau succès.

### La gamme Nastro d'Oro au printemps 1969
Au printemps 1969, la gamme Fiat à roues de la Série Nastro d'Oro est déjà assez fournie et comprend :
- Fiat 250
- Fiat 400
- Fiat 450
- Fiat 500
- Fiat 550
- Fiat-OM 650
- Fiat-OM 750
- Fiat-OM 850
- Fiat 900

dont les nouveautés sont :
- Fiat 400 équipé du moteur diesel Fiat 3 cylindres type 8035 unifié utilisé sur le modèle Fiat 450 de 2 339 cm3 bridé, développant 38 ch DIN à 2 200 tr/min et un couple de 140 N m à 1 400 tr/min, mais avec une transmission totalement différente, l'équipement du tracteur, plus bas de gamme, est plus simple.
- Fiat 900 premier tracteur à roues Fiat à recevoir un moteur 6 cylindres. Ce modèles n'est resté que trois ans au catalogue du constructeur italien avant d'être remplacé par le Fiat 1000 en 1972. Le moteur était un diesel Fiat type 856A de 4 675 cm3 développant 90 ch DIN à 2 400 tr/min et un couple de 285 N m à 1 300 tr/min.
- Fiat 500 reçoit le même moteur 3 cylindres Fiat type 8035.02 de 2 592 cm3 développant 50 ch DIN à 2 600 tr/min et un couple de 153 N m à 1 500 tr/min, que le Fiat 450 mais avec la boîte de vitesses du Fiat 550 à 8+2 rapports.

### Les nouveautés de 1971
L'année 1971 est marquée par d'importantes nouveautés et l'apparition de nouveaux modèles.
La nouveauté la plus importante se situe au niveau mécanique avec l'adoption de moteurs Fiat-Iveco unifiés. Le constructeur italien a décidé de standardiser sa production de moteurs et d'unifier la cote d'alésage qui passe de 95 à 100 mm. Avec ces nouvelles caractéristiques, les puissances sont modifiées et la gamme de tracteurs s'en trouve revue. Tous les anciens moteurs Fiat type 800 (852, 853, 854 et 856) sont remplacés par les moteurs Fiat-Iveco type 8000 (Iveco 8025, 8035, 8045 et 8065).
Dans la gamme de tracteurs Nastro d'Oro, le Fiat 1000 remplace le Fiat 900, équipé du nouveau moteur diesel 6 cylindres Fiat-Iveco 8065.02 de 5 184 cm3 développant 100 ch DIN à 2 400 tr/min avec un couple de 330 N m à 1 500 tr/min. Ce modèle rencontrera les faveurs des utilisateurs des grandes entreprises agricoles.
Les autres modèles de la gamme sont revus :
- Tracteurs à roues :
  - Fiat 300 - remplace le Fiat 250, équipé du nouveau moteur 2 cylindres Fiat-Iveco 8025.02 de 1 727 cm3 développant 31 ch DIN à 2 300 tr/min. Le reste de la mécanique est inchangé.
  - Fiat 350 - nouveau modèle équipé du moteur 2 cylindres Fiat-Iveco 8025 de 1 727 cm3 développant 35 ch DIN à 2 500 tr/min.
  - Fiat 500 - équipé du nouveau moteur 3 cylindres Fiat-Iveco 8035.02 de 2 592 cm3 développant 50 ch DIN à 2 600 tr/min et un couple de 155 N m à 1 500 tr/min. Le reste de la mécanique inchangé.
  - Fiat 600 - remplace le Fiat 550, équipé du moteur 4 cylindres Fiat-Iveco 8045.02 de 3 456 cm3 développant 60 ch DIN à 2 400 tr/min. La transmission reprend celle du Fiat 550 avec la version DT double traction avec un réducteur final épicycloïdal.

- Tracteurs à chenilles :
  - Fiat 355C - remplacement du moteur 3 cylindres Fiat précédent par le nouveau moteur Diesel Fiat-Iveco 2 cylindres type 8025 développant 35 ch DIN à 2 500 tr/min. La structure du tracteur bénéficie de quelques modifications notamment au niveau du système d'entrainement des chenilles,
  - Fiat 455C - nouveau moteur Fiat-Iveco 3 cylindres type 8035 de 2 339 cm3 développant 45 ch DIN à 2 400 tr/min. mêmes modifications que pour le Fiat 355C ci-dessus avec pour conséquence une diminution du poids de 130 kg,
  - Fiat 505C - véritable remplaçant de l'ancien Fiat 455 équipé du nouveau moteur 3 cylindres Fiat-Iveco type 8035.02 de 2 592 cm3 développant 54 ch DIN à 2 500 tr/min. Même structure que l'ancien Fiat 455,
  - Fiat 605C - remplace le Fiat 555, équipé du moteur Fiat-Iveco 4 cylindres type 8045.02 de 3 456 cm3 développant 60 ch DIN à 2 400 tr/min et un couple de 220 N m à 1 400 tr/min,
  - Fiat 655C - sans changements avec son moteur OM CN3.2.

### Caractéristiques
Les caractéristiques principales de cette nouvelle série de tracteurs qui constituaient une grande nouveauté étaient :
- le remplacement des précédents moteurs Fiat par de nouveaux moteurs diesel FIAT-IVECO à injection directe, à l'exception du modèle OM 650 qui utilisait déjà un moteur moderne OM,
- une ligne de carrosserie retouchée, très moderne, avec un poste de conduite très étudié et confortable qui s'imposera comme le poste de conduite de référence du secteur,
- la possibilité de personnaliser le tracteur avec une liste d'accessoires livrables en option ou en choisissant les versions spéciales,
- l'adoption de la double traction, dont le Fiat 550 avait été un précurseur avec les versions DT.

La transmission restait classique avec une boîte de vitesses avec réducteur, un double embrayage à commande au pied, sauf sur le Fiat 250.

### Les nouveautés de 1972
L'année 1972 voit l'apparition des versions Special. Ces modèles sont souvent identiques aux modèles de base mais reçoivent des améliorations mécaniques, d'équipements et de finitions. On peut citer par exemple la commande de l'embrayage de la prise de force, sur les modèles avec une commande à pédale (donc tous les modèles sauf les Fiat 850 et 1000) sur les versions "Special", la commande devient à levier. À l'origine, les premiers modèles à disposer d'une version "Spécial" étaient les Fiat 650 et 750.

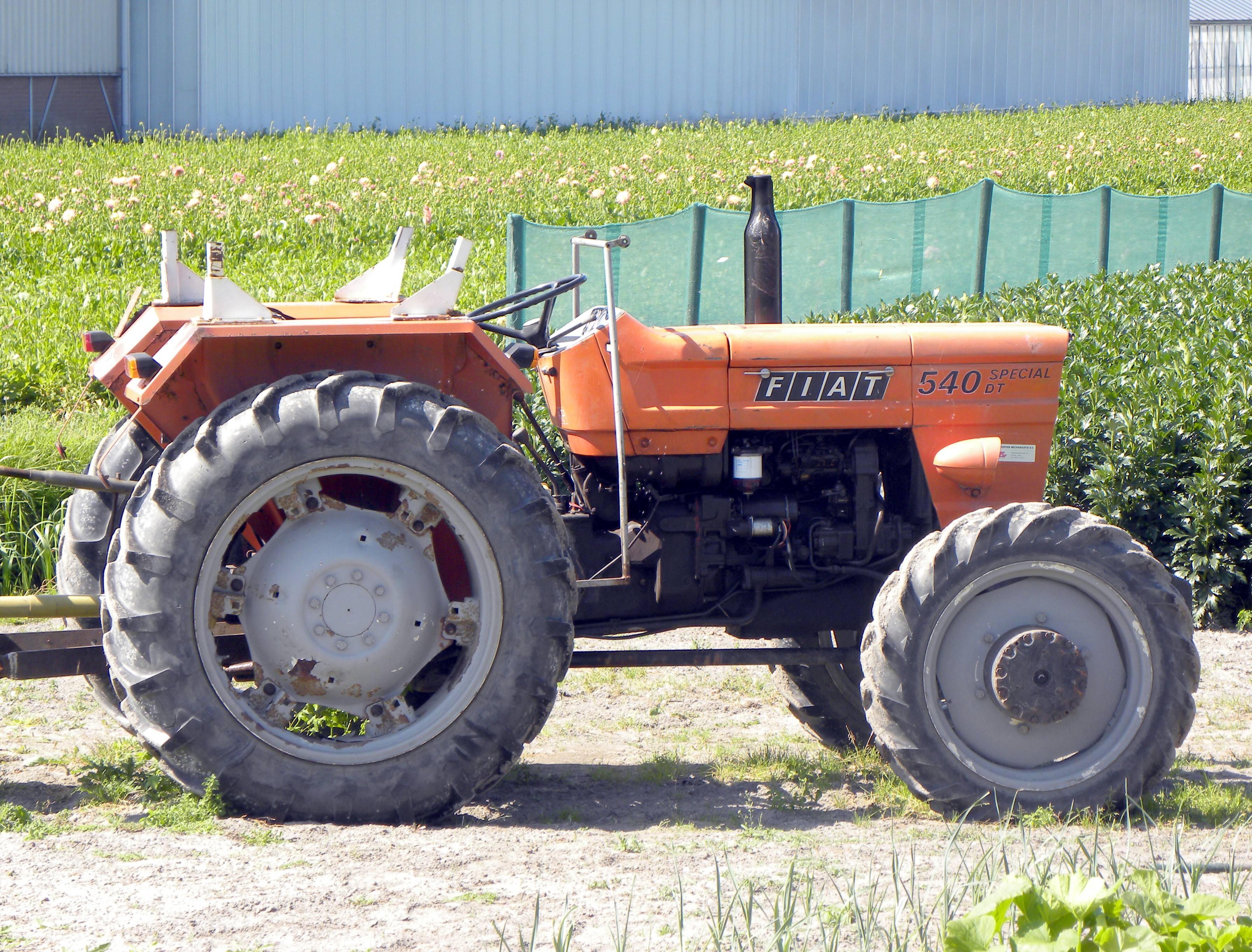
Tracteur Fiat 540 DT Special

Trois nouveaux modèles ont également été lancés en 1972 :
- Fiat 640 - lancement de ce nouveau modèle qui sera le modèle phare de cette série. Equipé du nouveau moteur Fiat-Iveco unifié 4 cylindres unifié type 8045.02 de 3 456 cm3 développant 64 ch DIN à 2 400 tr/min avec un couple de 220 N m à 1 375 tr/min, boîte de vitesses 8+2,
- Fiat 480 et Fiat 540 - 2 nouveaux modèles équipés du même moteur Fiat-Iveco 3 cylindres type 8035.02 de 2 592 cm3 développant 58 ch à 2 600 tr/min avec un couple de 152 N m à 1 600 tr/min sur le Fiat 480 et 54 ch DIN avec un couple de 160 N m à 1 350 tr/min sur le Fiat 540, ils sont tous deux pourvus d'une boîte de vitesses 6+2 ou 8+2.

L'autre nouveauté technique concerne les versions DT (double traction) avec différentiel et arbre latéral désormais remplacés par un nouveau pont avant avec différentiel central et réducteur final épicycloïdal.
- Tracteurs à chenilles :
  - Fiat 605C Super - remplace le Fiat 605C, équipé du moteur Fiat-Iveco 4 cylindres type 8045.03 de 3 456 cm3 développant 66 ch DIN à 2 400 tr/min et un couple de 220 N m à 1 400 tr/min,
  - Fiat 805C - remplace le Fiat 655C, équipé du moteur 3 cylindres type OM 3175 de 4 565 cm3 développant 80 ch DIN à 2 400 tr/min et un couple de 220 N m à 1 400 tr/min,

Très rapidement, les versions ont aussi concerné tous les autres modèles : Fiat 350, 480, 500, 540 qui ont reçu les mêmes modifications et sont venues compléter l'offre des versions dites "normales". Le seul signe distinctif était la lettre S figurant après le numéro du modèle ou, la mention "Special" en entier sur les flancs.

### Les nouveautés de 1974
C'est en 1974 que Fiat Trattori présente le plus puissant des tracteurs de la Série Nastro Oro : le Fiat 1300 équipé du moteur OM CP3/100 6 cylindres de 7 412 cm3, (110x130), dérivé de celui qui équipe le Fiat-OM 850 mais avec 2 cylindres supplémentaires. La boîte de vitesses (12+4) et la structure mécanique reprennent la conception du célèbre Fiat-OM 850 qui s'est révélé un grand succès avec, naturellement, les adaptations nécessaires à l'augmentation de puissance et des caractéristiques. Le tracteur bénéficia d'une plateforme intégrale très robuste. Le poste de conduite a été particulièrement étudié afin de donner au conducteur un confort jusqu'alors inconnu sur un tracteur agricole. Toutes les commandes étaient avec assistance hydraulique, le fauteuil était monté sur amortisseurs réglables en fonction du poids de la personne pour mieux l'isoler des vibrations et de la chaleur du moteur. La cabine, de marque SIAC livrée en option, était climatisée.
Enfin, une attention particulière avait été portée aux opérations d'entretien et de maintenance en permettant un accès aisé à toutes les zones techniques sous capot.
Cette même année, la législation italienne a dicté de nouvelles mesures de sécurité pour l'utilisation des machines agricoles en imposant des châssis de protection homologués ce qui eut pour conséquence l'installation de gardes boue portants capables de supporter ces structures de sécurité.

### Les nouveautés de 1975
En 1975, Fiat Trattori présente deux nouveaux modèles, les Fiat 780 et 880. Ces modèles marquent la fin du développement de la Série Nastro Oro et l'évolution vers la future Série 80 que le constructeur italien présentera en 1980 et qui viendra remplacer la gamme fortes puissances Nastro Oro.
À l'exception du lancement d'un autre modèle milieu de gamme, le Fiat 420, Fiat Trattori a cessé de développer la gamme Nastro Oro et s'est concentré sur le développement de la nouvelle Série "80". Seules les versions "Super" des modèles existants ont été présentées en 1977.
Le Fiat 420 était équipé du moteur du Fiat 450 et de la transmission du Fiat 350. Sa production a été réservée à l'usine roumaine UTB, comme cela avait été le cas pour le Fiat 450.

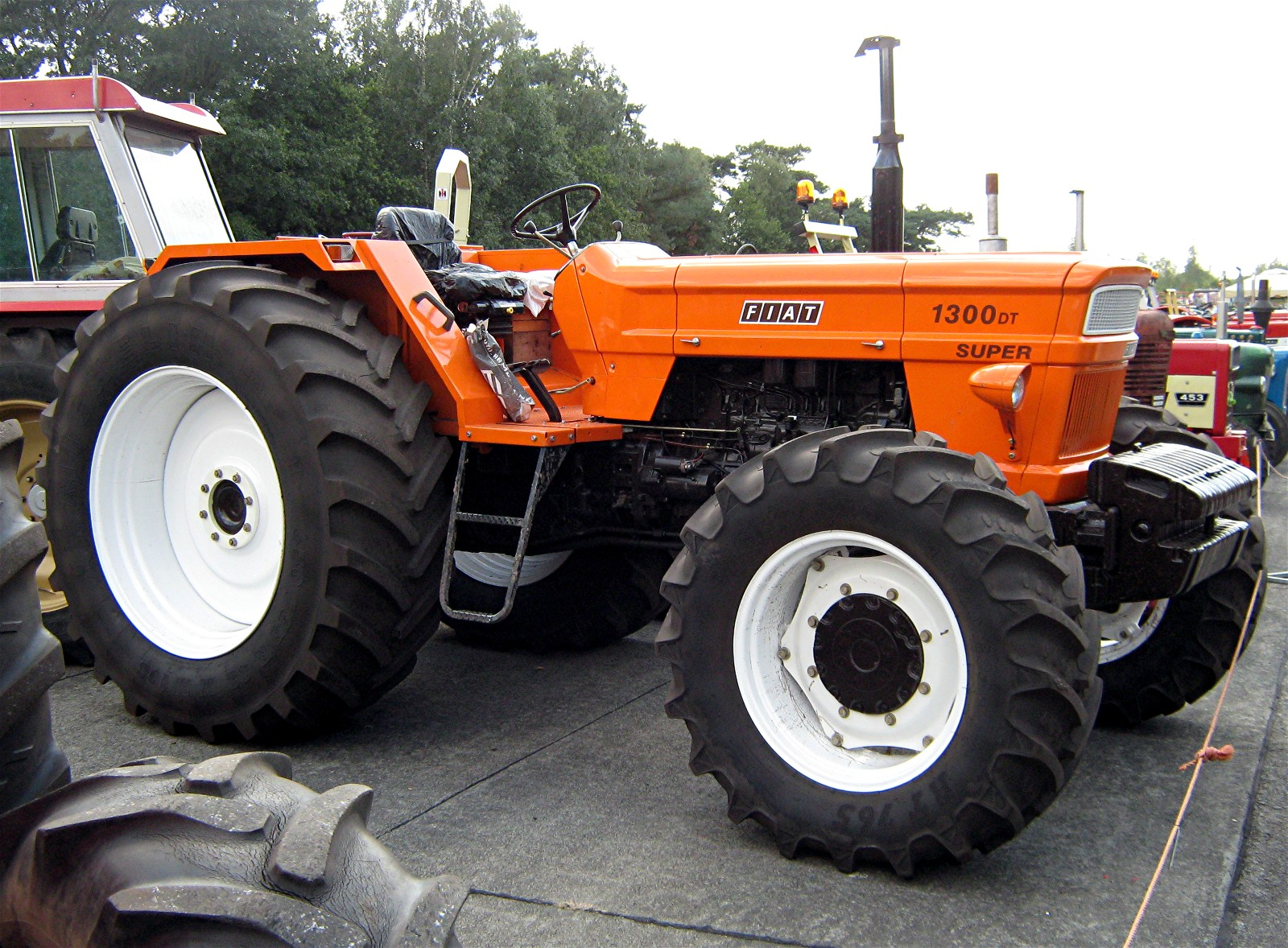
Tracteur Fiat 1300 DT Super.

### Les nouveautés de 1977
Le constructeur italien n'a plus présenté de nouveau modèle relatif à la gamme Nastro Oro mais a poursuivi l'amélioration de certains des modèles existants en lançant les versions Super.
Les versions "Super" ont été réservées aux modèles haut de gamme les plus puissants, à savoir, les Fiat 1000 et Fiat 1300. Techniquement, ces modèles ont vu la puissance de leur moteur augmenter de 15 ch. Le Fiat 1000 Super disposait de 110 ch et le 1300 Super de 145 ch.
En 1978, la marque OM disparaît au profit de Fiat et la version Fiat 850 Super est lancée avec un moteur dont la puissance a été portée à 95 ch.

### Les nouveautés de 1980
À partir de 1980, la Série Nastro Oro va être progressivement remplacée, pour les modèles de forte puissance, par la nouvelle Série 80. La production des modèles Fiat 850, 1000 et 1300 Super sera arrêtée en fin d'année 1980.
Le remplacement des modèles de faible et moyenne puissance, tous les modèles du début de gamme jusqu'au Fiat 640 inclus, resteront en fabrication jusqu'en 1982, date du lancement de la Série 66 qui viendra les remplacer en inaugurant la livrée rouge brun, souvent appelée "terre cuite" mais certains modèles Nastro Oro feront de la résistance comme, notamment, les Fiat 480 et 640 dont la fabrication se poursuivra encore plusieurs années dans l'usine de Modène car la demande des agriculteurs ne faiblissait pas et les capacités de production des filiales étrangères ne suffisait pas à satisfaire la demande en tracteurs réimportés.

## Les tracteurs Série Nastro d'Oro produits à l'étranger
La division matériel agricole du groupe italien Fiat, baptisée Fiat Trattori, est devenue, en 1974, une holding regroupant toutes les filiales italiennes et étrangères.
Le groupe Fiat Trattori SpA, dont le siège social est à Modène, dispose d'un grand centre industriel avec l'usine la plus importante du groupe, comprenait alors les sociétés :
- en Italie :
  - Fiat Trattori avec les sites de Modène, Jesi et Turin,
  - FIAT-OCI, usine à Modène,
  - Fiat-OM à Suzzara,
- en Argentine : Fiat Trattori Argentina
- au Brésil : Fiat Trattori do Brasil
- en France : Fiat Someca,
- en Roumanie : UTB,
- en (ex) Yougoslavie : Tovarna,
- en Turquie : Türk Traktör
- au Maroc, usine de montage à Casablanca
- au Zaire, usine d'assemblage en CKD à Kinshasa
- en Afrique du Sud, usine Vetsak pour l'assemblage à Pietermarizburg
- en Australie, usine de montage à Sidney
- au Japon : fabrication sous licence par Kubota Ltd à Osaka.

### Les filiales Fiat Trattori à l'étranger

#### Argentine
En Argentine, la filiale Fiat Concord dispose de deux usines; l'une à Córdoba qui fabrique toutes les parties mécaniques, l'autre à Santa Fe pour la production des tracteurs à roues.

#### Brésil
Fiat Trattori do Brasil dispose de deux usines au Brésil : l'une à Belo Horizonte pour la production de tracteurs à chenilles et l'autre à Sorocaba dans l'État de São Paulo pour la production des composants mécaniques et hydrauliques.

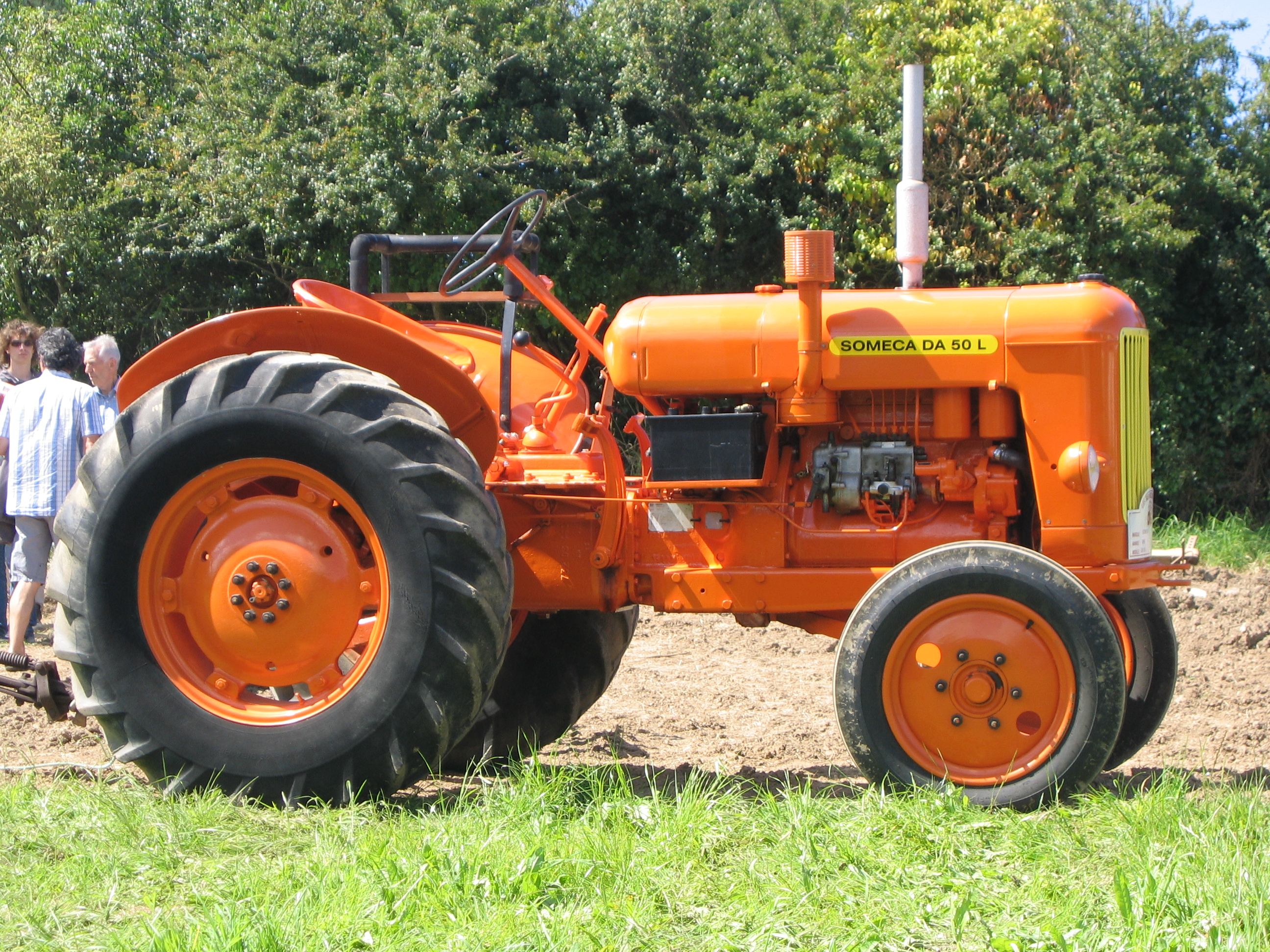
Tracteur Someca DA 50 L.

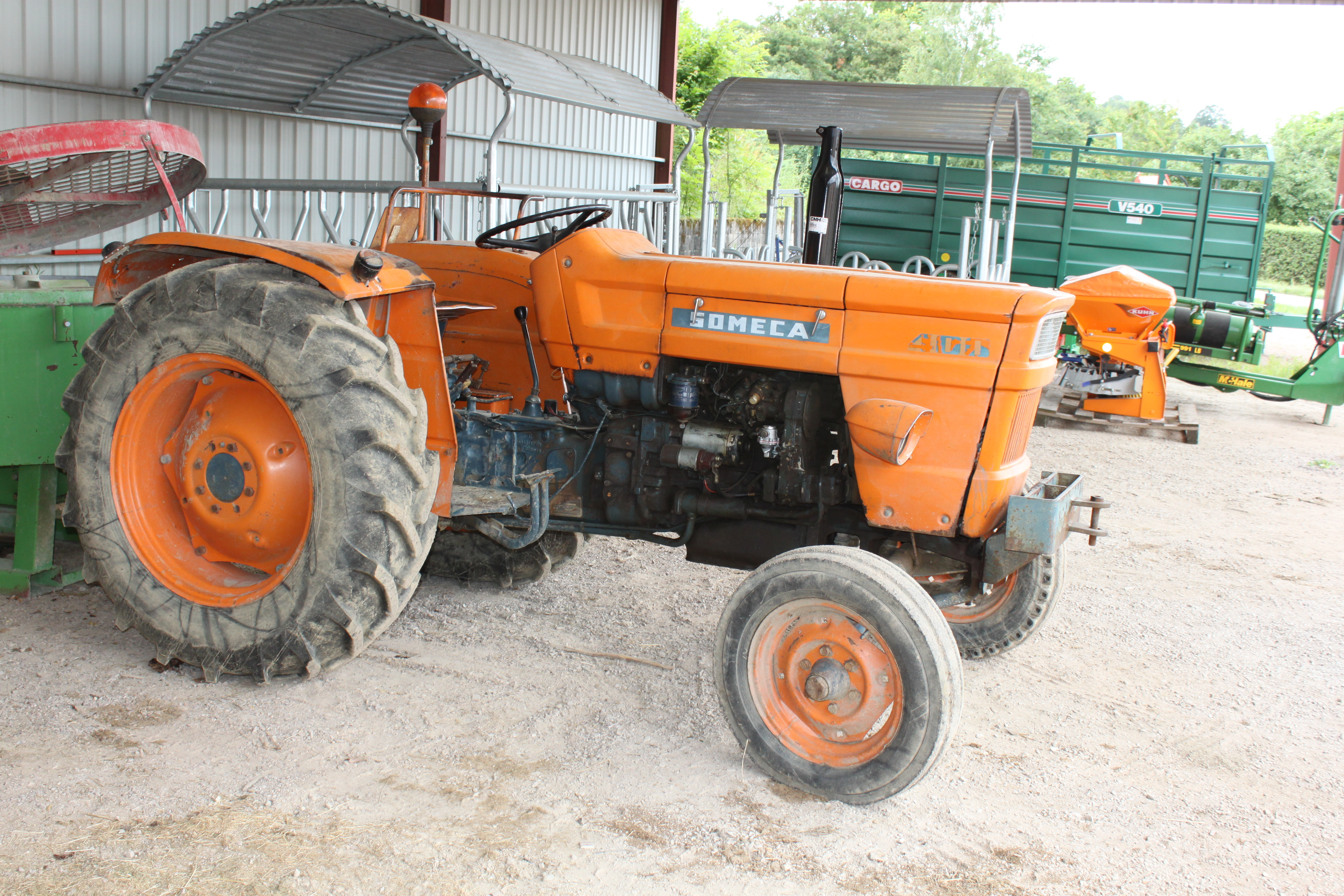
Tracteur Fiat Someca 400 Nastro oro.

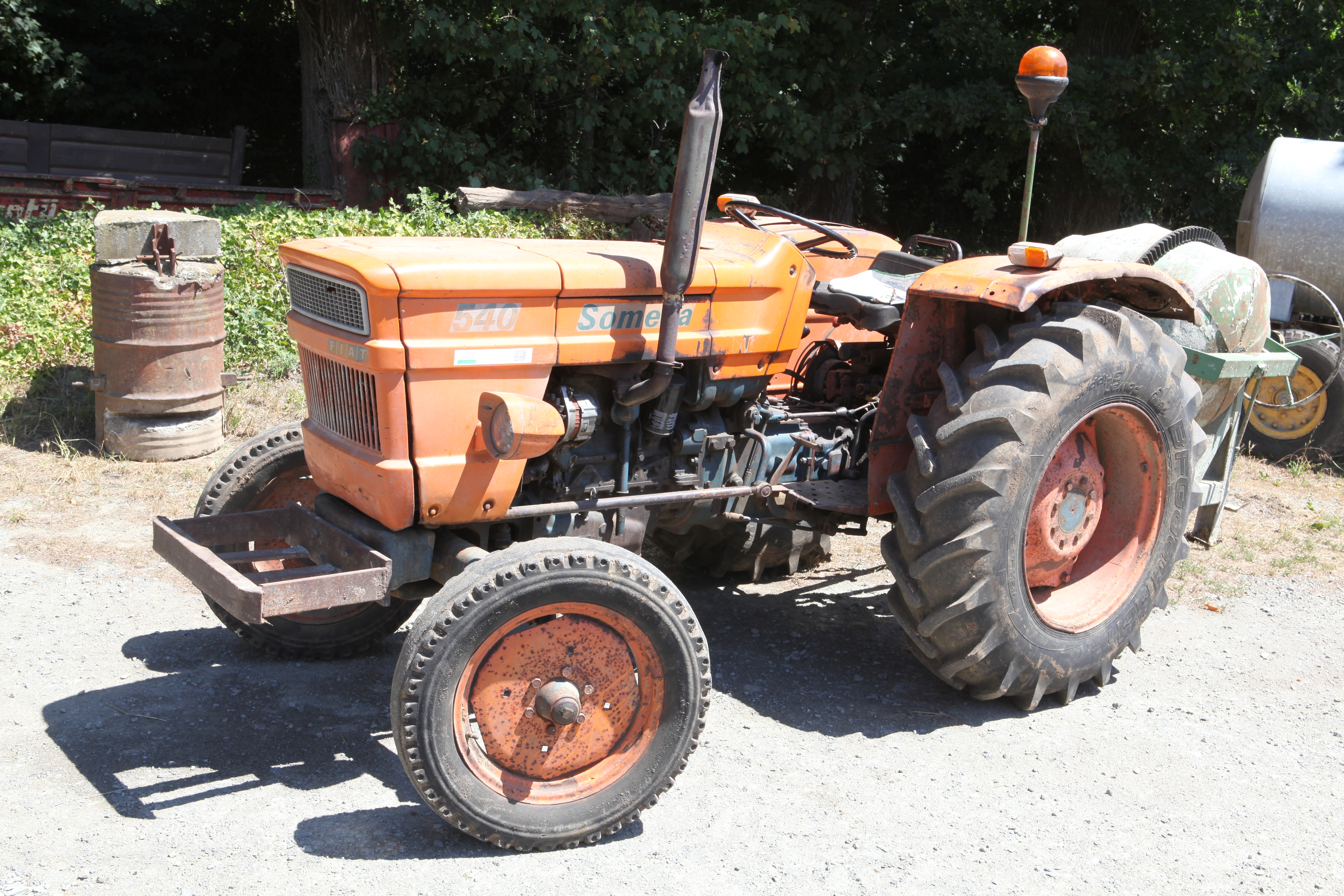
Tracteur Fiat Someca 540 Nastro oro.

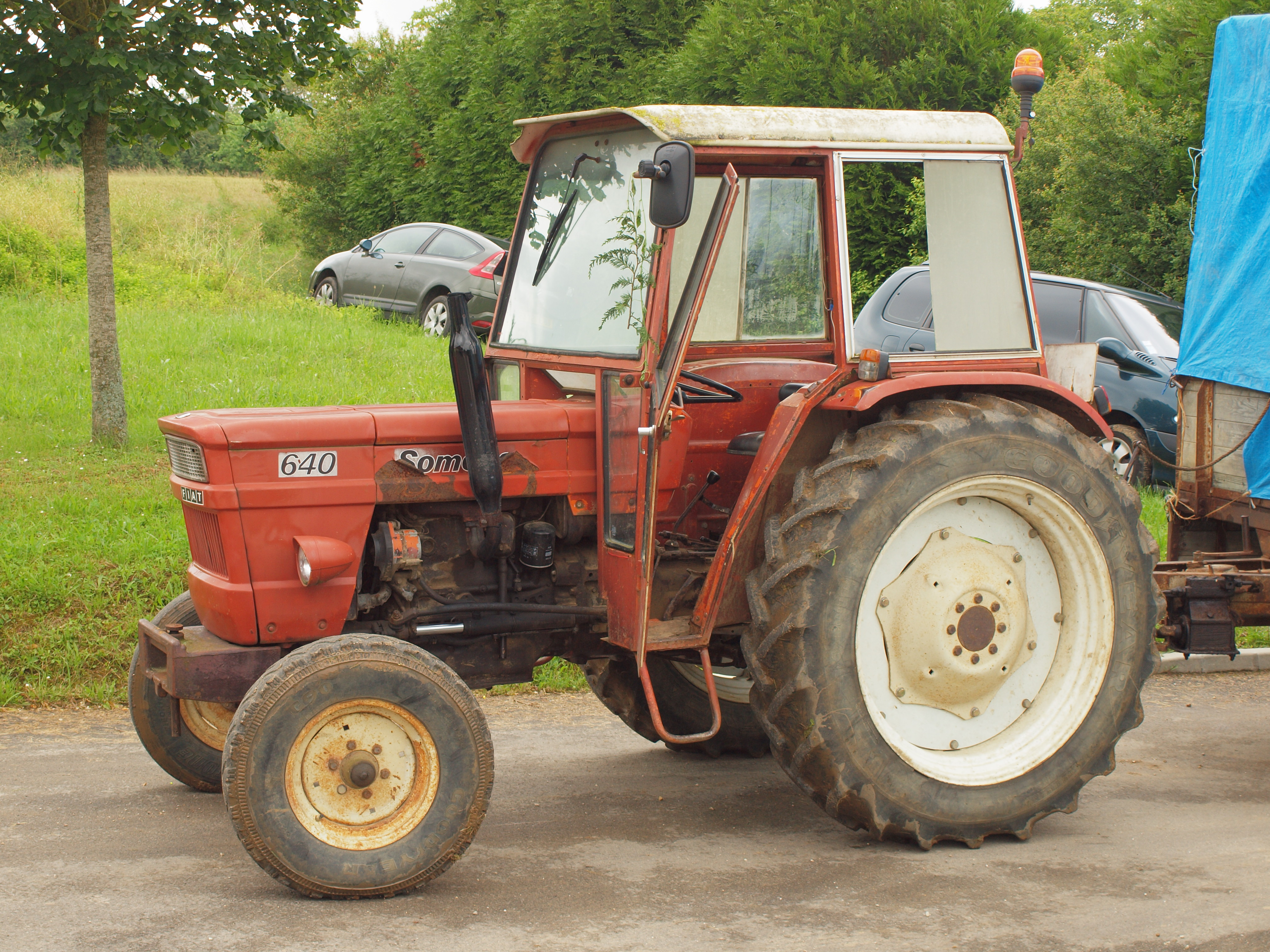
Tracteur Fiat Someca 640 Nastro Oro.

#### France
Fiat Someca était un constructeur de tracteurs agricoles français, créé en 1953 par Simca, alors filiale de Fiat Auto. De 1958 à 1966, Someca fait partie de Simca Industries. À partir de 1966, Someca est intégré dans Fiat Trattori qui deviendra FiatAgri en 1983 puis Fiat-New Holland Agriculture en 1993.
En 1951, Fiat Simca rachète la division matériel agricole de la société MAP en faillite et crée la « SOciété de MECAnique de la Seine » - SOMECA.
Le premier tracteur Fiat-Someca sera le DA 50 équipé d'un moteur Fiat-OM 40 de 3 770 cm3 développant 37 ch à 1 500 tr/min.
Le modèle suivant, le SOM 40 lancé en 1957, connaîtra un énorme succès en France. Classé parmi les plus gros tracteurs jamais construits en France, il était équipé du moteur Fiat-OM COID/45, diesel 4 temps à injection directe de 4 165 cm3 donnant 45 ch à 1 500 tr/min. Il sera fabriqué à 18 741 exemplaires jusqu’en 1964. Un vrai record pour l'époque !
Jusqu’en 1960, plus de 40 000 tracteurs Someca furent produits sur une base Fiat Trattori. À partir de 1965, avec le lancement de la série 15, Someca ne fabriquera plus que des modèles Fiat Trattori sous licence.
Someca n'était pas simplement une usine fabricant des tracteurs Fiat sous licence mais disposait d'un centre R&D qui pouvait apporter sa contribution pour le développement d'éléments spécifiques comme la transmission utilisée sur le tracteur OM 850 qui utilisait la boîte de vitesses Someca à 7+2 rapports. Certains sont allés jusqu'à penser que ce tracteur OM 850 aurait été conçu par Someca car Fiat Trattori faisait fabriquer ce modèle en France.
Fiat Trattori a très longtemps conservé la marque Someca qui a toujours jouit d'une excellente réputation en France comme dans les pays francophones comme la Belgique. Pendant de nombreuses années, les tracteurs Fiat ont été commercialisés sous la marque Someca aussi du fait de la méfiance du français lambda envers les produits étrangers.
La gamme Fiat-Someca Nastro Oro fabriquée en France comprenait les modèles suivants :

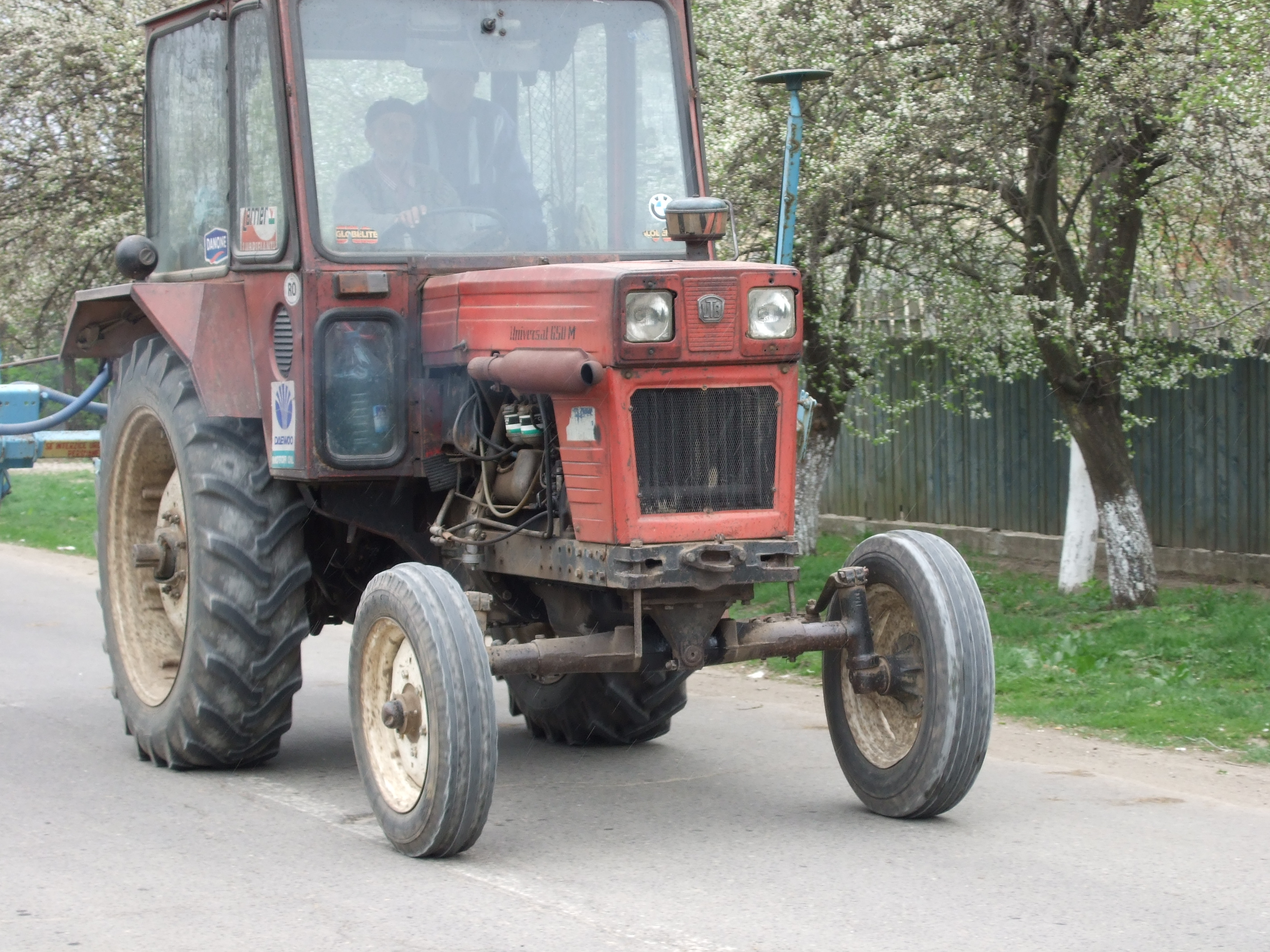
Tracteur UTB 650 (licence Fiat gamme Nastro Oro)

- 250 (1968-74)
- 300 (1968-74)
- 350 (1968-74)
- 400V/E (1968-71)
- 420 (1978-85)
- 450 (1968-81)
- 460 (1980)
- 470 (1980), tracteur vigneron,
- 480/480S/480-8 (1973-82),
- 500/500S (1971-83)
- 540 (1973-82)
- 550 (1968-71)
- 600/600TD/600E (1971-73)
- 640 (1973-82)
- 650 (1971-76)
- 670 (1973-82)
- 750 (1971-76)
- 800 (1968-71)
- 850 (1971-77)
- 900 (1968-71)
- 940 (1978-79)
- 1000/1000 Super (1971-77)
- 1300/1300 DT (1974-77)

#### Roumanie
UTB est l'acronyme d'Usina Traktorul Brazov. c'est un constructeur roumain de tracteurs agricoles. La société a été créée en 1925 pour construire des avions. À partir de 1946, sous la tutelle soviétique, la société est nationalisée et reconvertie dans les tracteurs agricoles fabriqués sous licence Fiat Trattori. En 1965, un nouvel accord de coopération est conclu avec le constructeur italien pour différentier les modèles en fonction du pays de commercialisation. Création de la marque UTB Universal pour les modèles distribués sur les marchés d'Europe de l'Est et Fiat pour les modèles réimportés par Fiat Trattori et commercialisés dans le réseau Fiat.
C'est à partir de 1974 qu'UTB fabriquera le Fiat 450 Nastro Oro, qui deviendra le modèle phare du constructeur. Après l'arrêt de la fabrication de cette série mythique dans les usines Fiat en Italie, l'usine roumaine deviendra un des sites de fabrication les plus importants pour assurer l'approvisionnement du réseau Fiat avec les modèles à roues Fiat 300, 420, 450, 480 et 640 et à chenilles Fiat 455C.
UTB a poursuivi la production de ces modèles Nastro Oro jusqu'en 1983/84 sous la marque Fiat Trattori pour les marchés d'exportation et UTB Universal pour les pays de l'Est : UTB 5800 DT 4x4 (soit le Fiat 540 DT), 6800 DT, 7000SN (Fiat 605), 7800 DT.
Deux modèles survivront jusqu'en 1988/89 sous la marque Agrifull, les A30 et A40, qui étaient, en fait, les anciens Fiat 300 et 420.
Alors que la fabrication de cette gamme se poursuivait, même à un rythme moindre chez UTB en Roumanie, en 1995 la société UTB-SEPA est créée à Canosa Sannita dans la province de Chieti en Italie dont les actionnaires sont l'italien SE.PA avec 50 % et le constructeur roumain UTB avec 50 %. La gamme de tracteurs va jusqu'à la puissance de 120 ch, et les modèles proposés étaient les copies des anciens Fiat Nastro Oro, renommés 1180, 5800 et 4800 produits dans l'usine UTB en Roumanie. Ces modèles sont restés quasi méconnus car dépassés et présentant plusieurs défauts de montage.
L'usine UTB a fermé en 2007 mais en 2018, la société UTB Tractorul a été ressuscitée par quelques anciens salariés de l’usine, dont son ancien directeur Titus Şerban, avec l'appui d’un homme d’affaires arabe, pour reprendre la fabrication sous licence de tracteurs U 650.
Tractorul Braşov a recommencé en 2012 à produire des pièces de rechange devenues rares pour la maintenance des tracteurs roumains. Les relances concernant la reprise de la production et des commandes de tracteurs neufs provenant de pays d’Asie et surtout d’Afrique sont devenues si insistantes que la nouvelle direction de l'usine a décidé de raelancer la production de tracteurs.
Le dernier contrat en date a été signé avec la société égyptienne El Nasr Automotive Manufacturing Company, une ancienne filiale de Fiat Auto pour acheter des tracteurs à assembler en CKD en Égypte. Le premier lot de 25 tracteurs U 650 a été expédié en octobre 2018
L'usine compte actuellement 60 salariés et a déjà livré plus de 50 tracteurs U 650 au Soudan durant l'été 2018 et doit livrer des tracteurs U 825 avant la fin d'année 2018. Le contrat avec l'Égypte prévoit la livraison de 112 tracteurs en CKD pour l'armée égyptienne.

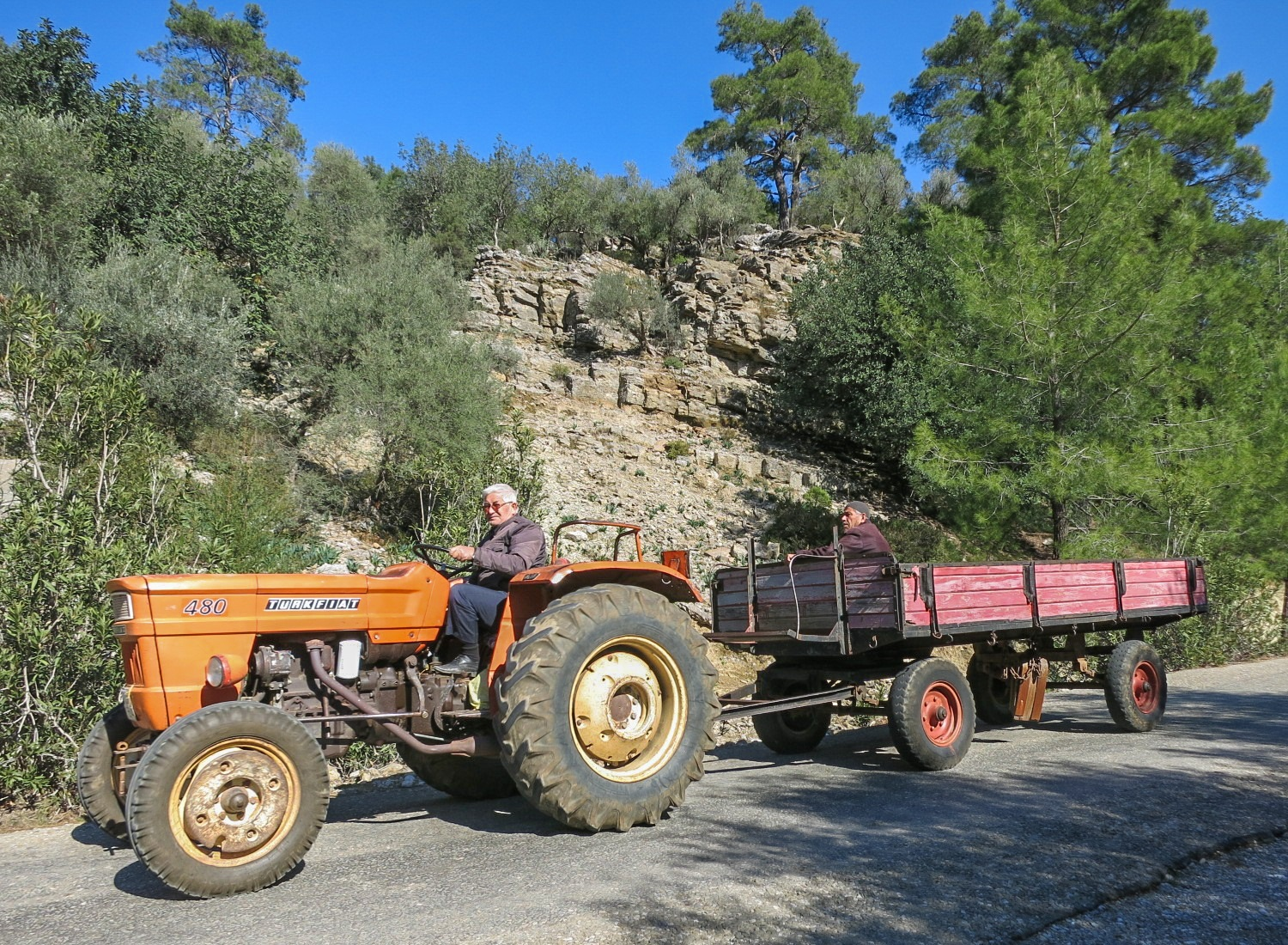
Tracteur Türk Fiat 480 Nastro oro

#### Turquie
Pour alimenter les pays de l'est du bassin méditerranéen, comme pour la branche automobile Fiat Auto l'a fait avec Fiat Tofaş, le groupe Fiat dispose d'une filiale importante en Turquie Türk Traktör avec qui elle coopère depuis 1962. La société avait été créée en 1954 sous forme de société d'État avec l'aide technique de l'américain "Minneapolis-Moline Co." sous l'appellation Minneapolis Moline TürkTraktör - MMTT pour fabriquer des tracteurs américains sous licence.
Le constructeur turc s'engagea en 1962 avec Fiat Trattori en devenant titulaire d'une simple licence de production pour certains modèles de tracteurs agricoles commercialisés en Turquie sous la marque Fiat. Vu l'accueil très favorable réservé à ces modèles au détriment des vieux modèles d'origine américaine, en 1965, l'accord de coopération est complété et tous les modèles "Turk Traktor" sont construits sous licence. La marque change de dénomination et devient "Türk Fiat". En 1967, Fiat prend une participation de 37,5 % dans la société turque en rachetant les actions détenues depuis sa création par l'américain White Motor Co. et finance la construction d'une nouvelle usine pour accroître la production avec les nouveaux modèles de la Série Nastro Oro. En juin 1978, le 100000e tracteur Fiat sort de l'usine turque.
En 1979, Türk Traktör exporte pour la première fois des tracteurs. Les 300 premiers tracteurs exportés sont des Fiat 480 livrés au Pakistan, suivront des livraisons régulières dans les pays du Moyen-Orient, Iran notamment, des pays non encore ouverts au réseau Fiat Italie.
Entre 1954 et 1990, le bilan global de Türk Traktör fait état d'une production de 250 135 tracteurs agricoles dont 245 256 modèles Fiat et 4 879 modèles Minneapolis Moline. Le 12 septembre 1992, l'État turc privatise la société et le groupe Koç rachète sa participation de 37,5 %, identique à celle détenue par le groupe Fiat.
Les modèles de la Série Nastro Oro les plus produits en Turquie ont été les modèles de milieu de gamme, les Fiat 450, 480 et 640.
La production des modèles de la Série Nastro Oro se poursuivra de longues années en Turquie, même si dès 1990 les nouvelles séries 46 et 56 étaient présentes sur les chaînes de production. Türk Traktör produira également plusieurs modèles spécifiques dérivés des Fiat Nastro Oro bien après l'an 2000, comme les New Holland 50C et 60C avec des carrosseries et des mécaniques identiques aux modèles Nastro Oro.
La filiale turque est toujours en activité et fabrique la gamme de modèles New Holland de faible puissance.

#### (ex) Yougoslavie
Comme en Turquie, le groupe Fiat a depuis le début des années 1950 collaboré au développement industriel et économique du pays dans le secteur automobile avec Zastava et dans le domaine des machines agricoles avec Tovarna aujourd'hui disparu.
Tovarna construisait et assemblait plusieurs modèles de tracteurs agricoles notamment le Fiat 420 Nastro Oro. Plusieurs milliers d'exemplaires ont même été importés en Italie pour y être distribués au sein du réseau officiel Fiat Trattori après la fin de sa fabrication en Italie. Ces modèles ne sont reconnaissables que par leur plaque constructeur qui mentionne l'usine de fabrication.

#### Maroc
Comme cela s'est produit dans beaucoup d'autres pays, le groupe Fiat a été présent au Maroc depuis le début des années 1950 et a largement collaboré au développement industriel et économique du pays dans le secteur automobile avec Somaca et dans le domaine des machines agricoles avec des accords de coopération locaux pour y assembler des tracteurs agricoles à roues et à chenilles commercialisés sous la marque Fiat dans une usine à Casablanca. Quasiment tous les modèles de la gamme moyenne puissance Nastro Oro y ont été assemblés.

#### République démocratique du Congo (ex Zaïre)
Comme au Maroc, au Zaïre, Fiat Trattori a disposé à Kinshasa d'une usine d'assemblage de ses tracteurs Nastro Oro, à roues et à chenilles.

#### Afrique du Sud
Comme au Maroc, le groupe Fiat a été présent en Afrique du Sud, depuis 1950, avec une usine d'automobile Fiat South Africa jusqu'en 1984 et une usine d'assemblage à Pietermaritzburg, en coopération avec la société locale Vetsak pour le montage de tracteurs à roues de la Série Nastro Oro.
On ne connait ni la liste ni le nombre de tracteurs assemblés en CKD localement.

#### Australie
En Australie, Fiat Trattori a disposé à Sydney d'une usine pour le montage et l'assemblage des tracteurs à roues et chenilles de la Série Nastro Oro.
On ne connait ni la liste ni le nombre de tracteurs assemblés en CKD localement.

#### Japon
Fiat Trattori a aidé le constructeur japonais Kubota Ltd et lui a fourni des licences pour la production locale de plusieurs modèles de tracteurs à roues.
On ne connait ni la liste ni le nombre de tracteurs fabriqués localement par Kubota.

#### États-Unis
Le groupe Fiat a entretenu depuis 1908 d'étroits rapports avec les États-Unis. D'abord avec sa filiale Fiat Motor Corporation qui produisait des automobiles de luxe, puis en 1973 avec le rachat d'Allis-Chalmers qui donna naissance à Fiat-Allis.
C'est à partir de 1974, que la branche machines agricoles du constructeur américain commencera à produire des modèles Fiat Trattori dans ses usines américaines. Plusieurs modèles Fiat Trattori Nastro Oro seront fabriqués et commercialisés sous les couleurs et la marque ALLIS en Amérique du Nord, États-Unis et Canada.
De plus, en 1977, Fiat Trattori SpA rachète la société américaine Hesston qui lui procurera une seconde tête de pont pour produire et distribuer ses modèles sur le marché local sous la marque Hesston aux États-Unis.
Il faut également signaler que le constructeur américain indépendant OLIVER Co. a importé, à partir de 1965, des modèles Fiat Trattori à ses couleurs et marque aux États-Unis pour alimenter son réseau afin de compléter sa gamme de produits.

#### Suisse
En Suisse, Fiat Trattori avait depuis 1962 un contrat avec le constructeur local de machines agricoles Bucher Guyer SA pour la distribution sur le marché helvétique de toute la gamme de tracteurs agricoles du constructeur italien.
Ce contrat arriva à la suite de l'arrêt de la production par le constructeur suisse de ses fabrications haut de gamme, le faisant devenir un distributeur uniquement, mais avec son propre réseau très bien implanté dans la Confédération. Fiat Trattori prenant le relais des modèles suisses, est immédiatement propulsé en tête des ventes en Suisse pendant toute la décennie 1970.
On reconnait les tracteurs Fiat Nastro Oro commercialisés dans le réseau suisse par la mention "Bucher" figurant en complément de la marque Fiat sur la partie frontale du capot.

#### Pakistan
Au Pakistan, les premiers tracteurs de la Série Nastro Oro, 300 exemplaires du Fiat 480, ont été importés de Turquie en 1979. Pour faire face à la demande de ces tracteurs modernes, fiables et très robustes, malgré un entretien peu suivi voire nul, le constructeur local Al-Ghazi Tractors négocia un accord avec Fiat Trattori pour accueillir dans ses usines des lignes de productions Fiat. La gamme Fiat Nastro Oro va connaître dans ce pays une seconde jeunesse au point que ces modèles sont encore fabriqués 40 ans plus tard et exportés en Asie et au Moyen-Orient, sans aucune modification.
C'est le cas des modèles Fiat 480 et 640, toujours produits avec uniquement des éléments fabriqués localement sous licence, par Al-Ghazi Tractors Co., devenue de fait Fiat Trattori Pakistan.